# Paul Baloff
Paul Baloff (Oakland, Kalifornija, 25. travnja 1960. – 2. veljače 2002.) bio je američki pjevač. Najpoznatiji je kao pjevač thrash metal-sastava Exodus.

## Životopis
Godine 1981. Baloff je upoznao Kirka Hammetta, gitarista sastava Exodus, s kojim se brzo sprijateljio. Iduće se godine Baloff pridružio tom sastavu.
U ljeto 1984. Exodus snima prvi studijski album Bonded by Blood. Album je objavljen 1985. Nakon turneje za Bonded by Blood Baloff je izbačen iz sastava zbog "glazbenih i osobnih razloga". Zamijenio ga je Steve "Zetro" Souza. Nakon što je otpušten iz Exodusa, pjevao je u sastavima kao što Heathen, Hirax i Piranha.
Kad je Exodus ponovno postao aktivan, Baloff mu se vratio. Godine 1997. objavljen je koncertni album Another Lesson in Violence. Godine 1998. sastav se ponovno raspao, ali je tri godine poslije ponovno postao aktivan.
Baloff je umro 2. veljače 2002. od moždanog udara. Godine 2004. Exodus je objavio album Tempo of the Damned, posvećen Baloffu.

## Diskografija
- Exodus – Bonded by Blood (1985.)
- Exodus – Another Lesson in Violence (1997.)